# Lista aktorów serialu Moda na sukces
Poniżej zamieszczono tabelę z aktorami obecnie niewystępującymi, zmarłymi aktorami i oryginalną obsadą serialu Moda na sukces.

## Bohaterowie/aktorzy obecnie niewystępujący
| Aktor                     | Rola                                    | Status                                                                      |
| ------------------------- | --------------------------------------- | --------------------------------------------------------------------------- |
| Joshua Hoffman            | R.J. Forrester                          | 2023–2024                                                                   |
| Matthew Atkinson          | Thomas Forrester                        | 2019–2024                                                                   |
| Krista Allen              | Taylor Hayes                            | 2021–2023                                                                   |
| Darin Brooks              | Wyatt Spencer                           | 2013–2023                                                                   |
| Rena Sofer                | Quinn Fuller Forrester                  | 2013–2022                                                                   |
| Hunter Tylo               | Taylor Hayes                            | 1990–2002, 2004–2014, 2018–2019                                             |
| Rosemarie Thomas          | Alex Simpson (#1)                       | 1987                                                                        |
| Kimberlin Brown           | Janet “Sugar” Webber †                  | 2024                                                                        |
| Sarah Buxton              | Wendy                                   | 1987                                                                        |
| Judith Baldwin            | Elizabeth „Beth” Henderson Logan (#1)   | 1987                                                                        |
| Jacqueline Scott          | Ruth Wilson                             | 1987                                                                        |
| Catherine Hickland        | Brooke Logan (#2)                       | 1987                                                                        |
| MacKenzie Allen           | Charles „Chuck” Garner                  | 1987                                                                        |
| Suzanne Lederer           | Joan Anderson                           | 1987                                                                        |
| Michelle Manning          | Pam Wilson                              | 1987                                                                        |
| Sandy Ward                | Roy Banks                               | 1987                                                                        |
| John Castellanos          | Jeff Talon                              | 1987                                                                        |
| Greg Wrangler             | Ronald „Ron” Deacon                     | 1987                                                                        |
| Allison Argo              | Robin West                              | 1987                                                                        |
| Fran Bennett              | Madeline Collins                        | 1987                                                                        |
| Michael Philip            | Mark Mallory                            | 1987                                                                        |
| Stephen Shortridge        | David „Dave” Reed                       | 1987                                                                        |
| Carla Herd                | Alex Simpson (#2)                       | 1987                                                                        |
| Michael Griswold          | Harold Benson                           | 1987                                                                        |
| Marianne McAndrew         | Camille Houston                         | 1988                                                                        |
| Frank Telfer              | Dr Fred Bailey                          | 1988                                                                        |
| Cal Bartlett              | Dr Todd Powell (#1)                     | 1988                                                                        |
| Peter Love                | Kurt                                    | 1988                                                                        |
| Clyde Hayes               | Nicholas „Nick” Preston                 | 1988–1989                                                                   |
| Stacey Katzin             | Stacy                                   | 1987–1989                                                                   |
| Clayton Norcross          | Thorne Forrester (#1)                   | 1987–1989                                                                   |
| Karen Moncrieff           | Dr Michelle Brookner                    | 1989                                                                        |
| Josef Rainer              | Dr Todd Powell (#2) †                   | 1989                                                                        |
| Judith Borne              | Deveney Dixon                           | 1988–1989                                                                   |
| Russ Anderson             | Dylan Smith                             | 1989                                                                        |
| Mark Sivertsen            | Dr Doug Sprain                          | 1989                                                                        |
| Mort Sertner              | Dr Schnell                              | 1989                                                                        |
| Michele Lamar Richards    | Valerie Cooper                          | 1988–1990                                                                   |
| Jeff Conaway †            | Mick Savage                             | 1989–1990                                                                   |
| June Claman               | Betty Burns                             | 1989, 1990                                                                  |
| Julie Moran               | Ruth Carter                             | 1990                                                                        |
| Irene Olga López          | Maria Martinez (#1)                     | 1987–1990                                                                   |
| Laurence Haddon           | Charles Williams                        | 1990                                                                        |
| Tim Choate †              | Thomas „Tommy” Bayland                  | 1987–1989, 1990                                                             |
| Jerry Ayres               | Conway Weston                           | 1987, 1988, 1990                                                            |
| Sherilyn Wolter           | Taylor Hayes (#2)                       | 1990                                                                        |
| Gerard Doyle              | Barry Hawkins                           | 1990                                                                        |
| Marla Adams               | Elizabeth „Beth” Henderson Logan (#3)   | 1990–1991                                                                   |
| Chuck Walling             | Charlie Maclaine (†)                    | 1990-1991                                                                   |
| John Brandon              | Ben Maclaine                            | 1990–1991                                                                   |
| Tippi Hedren              | Helen Maclaine                          | 1990–1991                                                                   |
| Mary Sheldon              | Donna Logan (#2)                        | 1991                                                                        |
| Brian Patrick Clarke      | Stephen „Storm” Logan Jr (#2)           | 1990–1991                                                                   |
| Helen Miya                | Trish                                   | 1989–1991                                                                   |
| Jane Rogers               | Julie Delorean                          | 1990–1992                                                                   |
| Rod Loomis                | Adam Banks                              | 1991–1992                                                                   |
| Lane Davies               | Ridge Forrester (#2)                    | 1992                                                                        |
| Peter Brown               | Blake Hayes                             | 1991–1992                                                                   |
| Michael Watson            | Zachary „Zach” Hamilton                 | 1992                                                                        |
| Don Diamont               | Bradley „Brad” Carlton †                | 1993                                                                        |
| Michael Clarke Duncan     | Slash                                   | 1995                                                                        |
| John Burke                | Fred                                    | 1993                                                                        |
| Peter Barton              | Scott Grainger Sr †                     | 1993                                                                        |
| Michael Fox †             | Saul Feinberg †                         | 1989–1993                                                                   |
| Michelle Davison †        | Ruthanne Owens                          | 1991–1993                                                                   |
| Teri Ann Linn             | Kristen Forrester (#1)                  | 1987–1990, 1992, 1994                                                       |
| Monika Schnarre           | Ivana Richards Vanderveld †             | 1994                                                                        |
| Rita Gomez                | Maria Martinez (#2)                     | 1990–1994                                                                   |
| Michael Sabatino          | Anthony Armando                         | 1993–1995                                                                   |
| Jeff Allin                | Brian Burke                             | 1987, 1988–1989, 1991, 1994, 1995                                           |
| Ellen Wheeler             | Sarah                                   | 1995                                                                        |
| Jerry Penacoli            | Christian Kramer                        | 1996                                                                        |
| Brent Jasmer              | Sly Donovan †                           | 1992–1996                                                                   |
| Maitland Ward             | Jessica Forrester                       | 1994–1996                                                                   |
| Lark Voorhies             | Jasmine Malone                          | 1995–1996                                                                   |
| Kin Shriner               | Brian Carey                             | 1995–1996                                                                   |
| Jeff Trachta              | Thorne Forrester (#2)                   | 1989–1996                                                                   |
| George Alvarez            | Enrique Alvarez                         | 1996–1997                                                                   |
| Lilly Melgar              | Claudia Cortéz                          | 1996–1997                                                                   |
| Ivonne Coll               | Alicia Cortéz                           | 1996–1997                                                                   |
| Lindsay Price             | Michael Lai                             | 1995–1997                                                                   |
| Landry Allbright          | Bridget Forrester (#1)                  | 1995–1997                                                                   |
| Steven Hartman            | Eric „Rick” Forrester II (#1)           | 1995–1997                                                                   |
| Sandra Ferguson           | Brooke Logan (#3)                       | 1997                                                                        |
| Kyle Sabihy               | CJ Garrison (#1)                        | 1995–1997                                                                   |
| Dylan Neal                | Dylan Shaw                              | 1994–1997                                                                   |
| Tristan Rogers            | Hunter Jones                            | 1997                                                                        |
| Scott Layne               | Vince                                   | 1996, 1997                                                                  |
| Usher                     | Raymond King (#1)                       | 1998                                                                        |
| Ali Landry                | Amur †                                  | 1998                                                                        |
| Anthony Addabbo           | Johnny Carrera                          | 1998                                                                        |
| Anthony Addabbo           | Tony „Rush” Carrera †                   | 1997, 1998                                                                  |
| Marilyn Alex              | Molly Carter                            | 1992–1993, 1998                                                             |
| James Doohan †            | Damon Warwick †                         | 1993, 1996, 1997, 1998                                                      |
| Charles Grant             | Grant Chambers †                        | 1996–1998                                                                   |
| Barbara Crampton          | Margaret „Maggie” Forrester             | 1995–1998                                                                   |
| Dionne Warwick            | Dionne Warwick                          | 1998                                                                        |
| Paul Satterfield          | Pierce Peterson                         | 1998–1999                                                                   |
| Eric Braeden              | Victor Newman                           | 1999                                                                        |
| Rianna Loving             | Jane                                    | 1998, 1999                                                                  |
| Agnes Bruckner            | Bridget Forrester (#2)                  | 1997–1999                                                                   |
| Karim Prince              | Raymond King (#2)                       | 1998–1999                                                                   |
| Marissa Tait              | Rebecca „Becky” Moore Garrison †        | 1999–2000                                                                   |
| Ashley Lyn Cafagna-Tesoro | Kimberly Fairchild                      | 1998–2001                                                                   |
| Joanna Johnson            | Caroline Spencer Forrester †            | 1987–1990, 2001                                                             |
| Aaron Lustig              | Dr Tim Reid                             | 2001                                                                        |
| Lesley Woods †            | Helen Logan †                           | 1987–1988, 1989, 2001                                                       |
| Carrie Mitchum            | Donna Logan (#1)                        | 1987–1991, 1994, 1997, 2001                                                 |
| Nancy Burnett             | Elizabeth „Beth” Henderson Logan (#2)   | 1987–1988, 1989–1990, 1994, 1996, 1997, 1998, 2001                          |
| Robert Pine               | Stephen Logan (#1)                      | 1988, 1994, 1996, 1997, 1998, 2000, 2001                                    |
| Erik Estrada              | Eduardo Dominguez                       | 2001                                                                        |
| Rosana DeSoto             | Liliana Dominguez                       | 2001                                                                        |
| Tasia Valenza             | Suzanne                                 | 1999–2000, 2001                                                             |
| Gladys Jimenez            | Carmen Arena                            | 2000–2001                                                                   |
| Adam Huss                 | Lance †                                 | 2002                                                                        |
| Matt Borlenghi            | Ziggy Deadmarsh                         | 2002                                                                        |
| Courtnee Draper           | Margaret „Mary” Warwick                 | 2002                                                                        |
| Mary Kay Wulf             | Joy Jones                               | 2002                                                                        |
| Lauren Koslow             | Margo Lynley                            | 1987–1992, 2002                                                             |
| Kevin Symons              | Edward Bradley                          | 2003                                                                        |
| Michael Swan              | Adam Alexander                          | 1998–2000, 2001, 2002–2003                                                  |
| Luigi Amodeo              | Lorenzo Barelli                         | 2002–2003                                                                   |
| Adrienne Frantz           | April Knight                            | 2003                                                                        |
| Nadine Velasquez          | Anna                                    | 2003                                                                        |
| Jordi Caballero           | Toro †                                  | 2003                                                                        |
| Kimberlin Brown           | Sheila Carter                           | 1992–1998, 2002, 2003, 2017-2018, 2021-                                     |
| Tamara Davies             | Tricia Quick                            | 2003                                                                        |
| Patrick Allan Dorn        | Thomas Forrester (#1)                   | 2002–2003                                                                   |
| Ethan Wayne               | Stephen „Storm” Logan Jr (#1)           | 1987–1988, 1994, 1997, 1998, 2001, 2003                                     |
| Susan Seaforth Hayes      | Joanna Manning                          | 2003                                                                        |
| Bobbie Eakes              | Macy Alexander Sharpe †                 | 1989–2000, 2001, 2002–2003                                                  |
| Joan McMurtrey            | Dr Michelle Paxson †                    | 2000–2001, 2001, 2002, 2003–2004                                            |
| Sandra Vidal              | Sofia Alonso                            | 2001–2002, 2003, 2004                                                       |
| Jennifer Finnigan         | Bridget Forrester (#3)                  | 2000–2004                                                                   |
| Emily Harrison            | Bridget Forrester (#4)                  | 2004                                                                        |
| Nancy Sloan               | Katherine „Katie” Logan (#1)            | 1987–1989, 1990, 1991, 1994–2000, 2001, 2003, 2004                          |
| Brian Gaskill             | Oscar Marone                            | 2003–2004                                                                   |
| Angelica Bridges          | Paige                                   | 2004                                                                        |
| Colleen Dion-Scotti       | Felicia Forrester (#1)                  | 1990–1992, 1997, 2004                                                       |
| Linda Gray                | Priscilla Kelly                         | 2004, 2005                                                                  |
| Sydney Penny              | Samantha Kelly                          | 2003–2005                                                                   |
| Joseph Campanella         | Jonathan Young                          | 1996, 1997, 1999, 2000–2004, 2005                                           |
| Jeanne Cooper †           | Katherine Chancellor                    | 2005                                                                        |
| Scott Thompson Baker      | Connor Davis                            | 1993–1995, 1997, 2000–2002, 2005                                            |
| Shanelle Workman          | Gabriela Moreno                         | 2005                                                                        |
| Emma Bering               | Renèe                                   | 2005                                                                        |
| Sarah Buxton              | Morgan DeWitt                           | 2000–2001, 2005                                                             |
| Daniel Smith              | Zende Forrester Dominguez               | 2001–2002, 2005                                                             |
| Chris Warren              | Jimmy Ramirez                           | 2004–2005                                                                   |
| Kabir Bedi                | Omar Rashid                             | 1994–1995, 2005                                                             |
| Chris Robinson            | Jack Hamilton                           | 1992–1993, 1996–2001, 2002, 2005                                            |
| Michael Dietz             | Mark Maclaine                           | 2002–2003, 2004, 2005                                                       |
| Reggie DeMorto            | Bob                                     | 2004, 2005                                                                  |
| Connor Carmody            | Eric Sharpe (#2)                        | 2003–2005                                                                   |
| Faith Christopher         | Faith                                   | 2004, 2005                                                                  |
| Shari Headley             | Heather Engle                           | 2004–2005                                                                   |
| Kayla Ewell               | Caitlin Ramirez                         | 2004–2005                                                                   |
| Jim Davidson              | Johnny Berlanti                         | 2005                                                                        |
| Mario Lopez               | Christian Ramirez                       | 2006                                                                        |
| Lorenzo Lamas             | Hector Ramirez                          | 2004–2006                                                                   |
| Vince Melocchi            | Chuck                                   | 2003, 2005, 2006                                                            |
| Ben Hogestyn              | Harry Jackson                           | 2006                                                                        |
| Maeve Quinlan             | Megan Conley                            | 1995–2006                                                                   |
| Joseph Mascolo †          | Massimo Marone                          | 2001–2006                                                                   |
| Darlene Conley †          | Sally Spectra                           | 1988–2006                                                                   |
| Jonathan Levit            | Robert                                  | 2006                                                                        |
| Morris Everett            | Raymond                                 | 2006                                                                        |
| Kipp Shiotani             | Kevin Namura                            | 2004, 2005–2006                                                             |
| Angela Little             | Chrissy                                 | 2006                                                                        |
| Antonio Sabato Sr.        | Aldo Damiano                            | 2006                                                                        |
| Renee Pietrangelo         | Anabella Damiano                        | 2006                                                                        |
| Alberto Brosio            | Carlos Damiano                          | 2006                                                                        |
| Irina Maleeva             | Filomena Damiano                        | 2006                                                                        |
| Vito D’Ambrosio           | Luigi Damiano                           | 2006                                                                        |
| Antonio Sabato Jr         | Dante Damiano                           | 2005–2006                                                                   |
| Addison Hoover            | Phoebe Forrester (#1)                   | 2005–2006                                                                   |
| Alex Hoover               | Steffy Forrester (#1)                   | 2005–2006                                                                   |
| Justin Torkildsen         | Eric „Rick” Forrester II (#3)           | 1999–2005, 2006                                                             |
| Dax Griffin               | Shane McGrath †                         | 2006–2007                                                                   |
| Kevin Dobson              | Devin Owens                             | 2006, 2007                                                                  |
| Loren Lester              | Eli Donovan                             | 2006–2007                                                                   |
| Roark Critchlow           | Arthur Harrison                         | 2007                                                                        |
| Gilles Marini             | Jean-Claude                             | 2007                                                                        |
| Tonya Kinzinger           | Yvette Saint Julienne                   | 2007                                                                        |
| Lil’ Keesha               | Lil’ Keesha                             | 2007                                                                        |
| Beth Maitland             | Tracy Abbott Connelly                   | 2007                                                                        |
| Lauralee Bell             | Christine Blair                         | 2007                                                                        |
| Tracey E. Bregman         | Lauren Fenmore                          | 1992–1999, 2002, 2007                                                       |
| Darcy Rose Byrnes         | Abigail „Abby” Carlton                  | 2007                                                                        |
| Debbi Morgan              | Jennifer Tartato                        | 2006, 2007                                                                  |
| Hal Linden                | Jerry Kramer                            | 2006–2007                                                                   |
| Erin Cummings             | Ann Lloyd                               | 2007                                                                        |
| Constantine Maroulis      | Constantine Parros                      | 2007                                                                        |
| Paul Ganus                | Andy Johnson †                          | 2007                                                                        |
| Louisette Geiss           | Eileen Simpson                          | 2007                                                                        |
| Natasha Alam              | Ava                                     | 2004–2005, 2006–2007                                                        |
| Corie Vickers             | Beth                                    | 2007                                                                        |
| Kevin E. West             | Digby                                   | 2007                                                                        |
| Rob Brownstein            | Hillard Friedman                        | 2007, 2008                                                                  |
| Andrew Ableson            | Raphael                                 | 2003, 2008                                                                  |
| Shannon Burke Bradley     | Catherine                               | 1996–2006, 2008                                                             |
| Eileen Davidson           | Ashley Abbott                           | 2007–2008                                                                   |
| MacKenzie Mauzy           | Phoebe Forrester (#2) †                 | 2006–2008                                                                   |
| Rebecca Street            | Gale Moses                              | 2008                                                                        |
| Rachel Pace               | Hope Logan (#1)                         | 2004–2008                                                                   |
| Amanda Pace               | Hope Logan (#1)                         | 2004–2008                                                                   |
| Andrew Scotto             | Dominick Forrester                      | 2006, 2008                                                                  |
| Jacob Scotto              | Dominick Forrester                      | 2006, 2008                                                                  |
| Cynthia Kirchner          | Grace                                   | 2008–2009                                                                   |
| Francois Giroday          | Fabrice Dufau                           | 2009                                                                        |
| Drew Carey                | Drew Carey                              | 2009                                                                        |
| Bettina Adger             | Arielle                                 | 2009                                                                        |
| Tom Schmid                | Wielebny Daniels                        | 2003, 2004–2005, 2006, 2009                                                 |
| Kipp Shiotani             | Chaika                                  | 2009                                                                        |
| Victor Alfieri            | Giovanni Lorenzano                      | 1999–2000, 2004, 2009                                                       |
| Melissa Rivers            | Melissa Rivers                          | 2009                                                                        |
| Alan Thicke               | Rich Ginger                             | 2006, 2007, 2009                                                            |
| Morgan Fairchild          | Dorothy Bright                          | 2009                                                                        |
| Lisa Canning              | Lisa                                    | 2009                                                                        |
| Daniel McVicar            | Clarke Garrison                         | 1987–1993, 1996–2007, 2009                                                  |
| Brandon Beemer            | Casper Knight                           | 2009                                                                        |
| Harley Graham             | Alexandria Forrester (#1)               | 2006–2007, 2008, 2009                                                       |
| Nick D’Avirro             | Michael Galey                           | 2009                                                                        |
| Nancy Bell                | Marsha Caron                            | 2007, 2009                                                                  |
| Jim Storm                 | Bill Spencer Sr †                       | 1987–1994, 1997, 2000, 2003, 2009                                           |
| Bryan Genesse             | Rocco Carner                            | 1987–1989, 2009                                                             |
| Anthony Wemyss            | Carlos Emerson                          | 2009                                                                        |
| Erin Moran                | Kelly DeMartin                          | 2009                                                                        |
| Barry Livingston          | Mike DeMartin                           | 2009                                                                        |
| Betty White †             | Ann Douglas †                           | 2006–2007, 2008, 2009                                                       |
| Jim J. Bullock            | Serge                                   | 2005, 2009                                                                  |
| Nate Witty                | Zev                                     | 2009–2010                                                                   |
| Rachel Montez Collins     | Lori                                    | 2010                                                                        |
| Daniel Ross               | Clyde                                   | 2010                                                                        |
| Justin Baldoni            | Graham Darros                           | 2010                                                                        |
| Robin Riker               | Elizabeth „Beth” Henderson Logan (#4) † | 2008–2010                                                                   |
| Daddy Yankee              | Daddy Yankee                            | 2010                                                                        |
| Tony Okungbowa            | Anthony Dempsey                         | 2010                                                                        |
| Ken Hanes                 | Mike Guthrie                            | 1993–1999, 2010, 2022, 2024-                                                |
| CeCe Tsou                 | Brio                                    | 2006, 2007, 2009, 2010                                                      |
| Drew Tyler Bell           | Thomas Forrester (#2)                   | 2004–2006, 2007, 2008, 2009–2010                                            |
| Jason Castro              | Jason Castro                            | 2010                                                                        |
| Reginald VelJohnson       | Ed                                      | 2010                                                                        |
| Mick Cain                 | Clarke „CJ” Garrison (#2)               | 1998–2003, 2004, 2007, 2010                                                 |
| Sarah Joy Brown           | Agnes Jones                             | 2009–2011                                                                   |
| Kyle Lowder               | Rick Forrester (#4)                     | 2007–2010, 2011                                                             |
| Tonya Lee Williams        | Olivia Barber Winters                   | 2011                                                                        |
| Kathleen Mary Carthy      | Judy                                    | 2011                                                                        |
| Alan Pietruszewski        | Andy †                                  | 2006, 2007, 2009, 2011                                                      |
| T.J. Storm                | Manasa                                  | 2011                                                                        |
| Wesley John               | Waisea                                  | 2011                                                                        |
| John Burke                | Harlan                                  | 2011                                                                        |
| Jaime Taite               | Hillary                                 | 2009, 2010, 2011                                                            |
| Lauriane Gilliéron        | Marie                                   | 2011                                                                        |
| Ciarra Hanna              | Summer                                  | 2010–2011                                                                   |
| Meeghan Holaway           | Gloria Schiller                         | 2005, 2008, 2009, 2010, 2011                                                |
| Ian Buchanan              | James Warwick                           | 1993–1999, 2004, 2008, 2009, 2011                                           |
| Andrea Evans              | Tawny Moore                             | 1999–2000, 2010–2011                                                        |
| Rick Hearst               | Whip Jones                              | 2002, 2009–2011                                                             |
| Sean Whalen               | Carl Ferret                             | 2007, 2008, 2009, 2011                                                      |
| Beau Davidson             | Beau Davidson                           | 2010, 2011                                                                  |
| Gina Rodriguez            | Beverley                                | 2011–2012                                                                   |
| Wayne Brady               | Wayne Brady                             | 2012                                                                        |
| Robin Karfo               | Dr Lisa Brauer                          | 2003, 2007, 2008, 2009, 2012                                                |
| A. Martinez               | Ramon Montgomery                        | 2011, 2012                                                                  |
| Brandon Beemer            | Owen Knight                             | 2008–2012                                                                   |
| Lesley-Anne Down          | Jacqueline Marone Knight                | 2003–2012                                                                   |
| Jack Wagner               | Dominick Marone                         | 2003–2012                                                                   |
| Phyllis Diller †          | Gladys Pope                             | 1995, 1999, 2000, 2003, 2004, 2012                                          |
| Adrienne Frantz           | Amber Moore                             | 1997–2005, 2010–2012                                                        |
| Nafessa Williams          | Margo Ivey                              | 2012                                                                        |
| Hillary B. Smith          | Dr Stacy Barton                         | 2012                                                                        |
| Mykel Shannon Jenkins     | Charlie Baker                           | 2007, 2008, 2009, 2010, 2012                                                |
| Ronn Moss                 | Ridge Forrester (#1)                    | 1987–2012                                                                   |
| William deVry             | Stephen „Storm” Logan Jr (#3) †         | 2006–2008, 2012                                                             |
| Fabio Lanzoni             | Fabio                                   | 1993, 2002, 2012                                                            |
| Susan Flannery            | Stephanie Douglas Forrester †           | 1987–2012, 2018                                                             |
| Terry Pheto               | Dr Mailaika Maponya                     | 2011, 2013                                                                  |
| Rodney Saulsberry         | Anthony Walker                          | 2010–2011, 2012, 2013                                                       |
| Anthony M. Ortega         | Tony Jackson                            | 2010–2011, 2012, 2013                                                       |
| Sandra Vergara            | Teresa Corazon                          | 2013                                                                        |
| Ricky Paull Goldin        | Jesse Graves                            | 2013                                                                        |
| Luca Calvani              | Ojciec Fontana                          | 2012, 2013                                                                  |
| Jon Hensley               | Dr Meade                                | 2012–2013                                                                   |
| Andy Zuno                 | Rafael                                  | 2013                                                                        |
| Lelani Lloreta Zackary    | Leilani                                 | 2010–2011, 2012, 2013                                                       |
| Crystal Chappell          | Danielle                                | 2012–2013                                                                   |
| Oliver Sharpe             | Oliver Sharpe                           | 2011, 2012, 2013                                                            |
| Dan Martin                | Brad Baker                              | 1997, 1998, 2001, 2002, 2003, 2004, 2006–2010, 2011, 2012, 2013, 2015, 2016 |
| Ramona Bruland            | Ramona                                  | 2011, 2012, 2013                                                            |
| Jacqueline Hahn           | Dr Caspary                              | 2005–2006, 2008, 2009–2010, 2011, 2012, 2013                                |
| Stephanie Wang            | Madison Lee                             | 2007–2008, 2009, 2010, 2011–2013                                            |
| Paulo Benedeti            | Antonio Dominguez                       | 2001–2002, 2012, 2013                                                       |
| Tracy Melchior            | Kristen Forrester Dominguez (#2)        | 2001–2003, 2004, 2005, 2006, 2008, 2012, 2013                               |
| Adam Gregory              | Thomas Forrester (#3)                   | 2010–2013, 2014                                                             |
| Joanna Johnson            | Karen Spencer                           | 1991–1994, 2009, 2011, 2012–2013, 2014                                      |
| Jake Pavelka              | Kyle                                    | 2011, 2012, 2013, 2014                                                      |
| Victor Rivers             | Ricardo Montemayor †                    | 2013, 2014                                                                  |
| Taja V. Simpson           | Adele                                   | 2012, 2013–2014                                                             |
| Lesli Kay                 | Felicia Forrester (#2)                  | 2005–2009, 2010, 2011, 2012, 2013, 2014, 2016                               |
| Bob Barker                | Bob Barker                              | 2002, 2014                                                                  |
| Ferry Doedens             | Lars                                    | 2014                                                                        |
| Judith Chapman            | Gloria Bardwell                         | 2014                                                                        |
| Kelly Kruger              | Eva                                     | 2014, 2015                                                                  |
| Shane Conrad              | Chris                                   | 2013, 2014, 2015                                                            |
| Kimberly Matula           | Hope Logan (#2)                         | 2010–2014, 2015, 2016                                                       |
| Todd McKee                | Jake Maclaine                           | 1990–1992, 2007, 2008, 2009, 2010, 2011, 2012, 2013, 2014, 2015             |
| Fred Willard †            | John Forrester                          | 2014, 2015                                                                  |
| Schae Harrison            | Darla Einstein Forrester †              | 1989–2006, 2007, 2014, 2015                                                 |
| Ashley Jones              | Bridget Forrester (#5)                  | 2004–2010, 2011, 2012, 2013, 2015, 2016                                     |
| Scott Turner Schofield    | Nick                                    | 2015                                                                        |
| Ashlyn Pearce             | Alexandria Forrester (#2) †             | 2013–2015                                                                   |
| Mark Damon Espinoza       | Dr Wolin †                              | 2015                                                                        |
| Leslie Ishii              | Dr Anna Li                              | 2014, 2015                                                                  |
| Othello R. Clark          | Othello Clarke                          | 2011, 2012, 2013, 2014–2015                                                 |
| Winsor Harmon             | Thorne Forrester (#3)                   | 1996–2015, 2016                                                             |

## Zmarli aktorzy
| Aktor                 | Rola                   | Data śmierci | Wiek    |
| --------------------- | ---------------------- | ------------ | ------- |
| Chris Robinson        | Jack Hamilton          | 9.06.2025    | 86 lat  |
| Antonio Sabàto Sr.    | Aldo Damiano           | 10.01.2021   | 77 lat  |
| Austin Stoker         | Mitchell Owens         | 7.10.2022    | 92 lata |
| Marla Adams           | Beth Logan             | 25.04.2024   | 85 lat  |
| Bob Barker            | Bob Barker             | 26.08.2023   | 99 lat  |
| Betty White           | Ann Douglas            | 31.12.2021   | 99 lat  |
| Peter Brown           | Blake Hayes            | 21.03.2016   | 80 lat  |
| Orson Bean            | Howard                 | 7.02.2020    | 91 lat  |
| Christopher Cazenove  | Christopher Cazenove   | 7.04.2010    | 66 lat  |
| Jeff Conaway          | Mick Savage            | 27.05.2011   | 60 lat  |
| Tim Choate            | Tommy Bayland          | 24.09.2004   | 49 lat  |
| Darlene Conley        | Sally Spectra          | 14.01.2007   | 72 lata |
| Jeanne Cooper         | Katherine Chancellor   | 8.05.2013    | 84 lata |
| Michelle Davison      | Ruthanne Owens         | 2.04.2006    | 42 lata |
| Phyllis Diller        | Gladys Pope            | 20.08.2012   | 95 lat  |
| James Doohan          | Damon Warwick          | 20.07.2005   | 85 lat  |
| Michael Clarke Duncan | Slash                  | 3.09.2012    | 54 lata |
| Andrea Evans          | Tawny Moore            | 9.07.2023    | 66 lat  |
| Michael Fox           | Saul Feinberg          | 1.06.1996    | 75 lat  |
| Charlton Heston       | Charlton Heston        | 5.04.2008    | 84 lata |
| Kathryn Joosten       | Kathryn Joosten        | 2.06.2012    | 72 lata |
| Lesley Woods          | Helen Logan            | 2.08.2003    | 92 lata |
| Anthony Addabbo       | Anthony ‘Rush’ Carrera | 16.10.2016   | 56 lat  |
| Joseph Mascolo        | Massimo Marone         | 7.12.2016    | 87 lat  |
| Alan Thicke           | Rich Ginger            | 13.12.2016   | 69 lat  |
| Bruce Gray            | Judge Morrissey        | 13.12.2017   | 81 lat  |
| Joseph Campanella     | Jonathan Young         | 16.05.2018   | 93 lata |
| Robert Axelrod        | Homeless Man #4        | 7.09.2019    | 70 lat  |
| Fred Willard          | John Forrester         | 15.05.2020   | 81 lat  |
| Michael Tylo          | Sherman Gale           | 28.09.2021   | 72 lata |

## Oryginalna obsada
| Aktor                | Rola                                  | Status                                             |
| -------------------- | ------------------------------------- | -------------------------------------------------- |
| Judith Baldwin       | Elizabeth „Beth” Henderson Logan (#1) | 1987                                               |
| Susan Flannery       | Stephanie Douglas Forrester           | 1987–2012                                          |
| Bryan Genesse        | Rocco Carner                          | 1987–1989, 2009                                    |
| Joanna Johnson       | Caroline Spencer                      | 1987–1990, 2001                                    |
| Lauren Koslow        | Margo Lynley                          | 1987–1992, 2002                                    |
| Katherine Kelly Lang | Brooke Logan (#1)                     | 1987–                                              |
| Teri Ann Linn        | Kristen Forrester (#1)                | 1987–1990, 1992, 1994                              |
| John McCook          | Eric Forrester                        | 1987–                                              |
| Carrie Mitchum       | Donna Logan (#1)                      | 1987–1991, 1994, 1997, 2001                        |
| Ronn Moss            | Ridge Forrester (#1)                  | 1987–2012                                          |
| Clayton Norcross     | Thorne Forrester (#1)                 | 1987–1989                                          |
| Stephen Shortridge   | Dave Reed                             | 1987                                               |
| Nancy Sloan          | Katie Logan (#1)                      | 1987–1989, 1990, 1991, 1994–2000, 2001, 2003, 2004 |
| Jim Storm            | Bill Spencer Sr.                      | 1987–1994, 1997, 2000, 2003, 2009                  |
| Ethan Wayne          | Storm Logan (#1)                      | 1987–1989, 1994, 1997, 1998, 2001, 2003            |